# Sedasta ferox
Sedasta ferox Simon, 1894 è un ragno appartenente alla famiglia Araneidae.
È l'unica specie nota del genere Sedasta.

## Distribuzione
La specie è stata rinvenuta in Africa occidentale.

## Tassonomia
L'attribuzione della sottofamiglia di appartenenza è alquanto dubbia, tanto da far ritenere il genere quale incertae sedis.
Il genere inoltre è stato trasferito dalla famiglia Theridiidae Sundevall, 1833, a quella degli Araneidae da un lavoro di Ledoux del 1985.
Considerato un theridiidae in uno studio dell'aracnologo Brignoli (1986c) contra un precedente lavoro di Levi & Levi del 1962, per alcune peculiarità potrebbe anche appartenere alla famiglia Tetragnathidae Menge, 1866.
Dal 1986 non sono stati esaminati altri esemplari, né sono state descritte sottospecie al 2014.